# 浙江红山茶
浙江红山茶（学名：Camellia chekiangoleosa）为山茶科山茶属的植物，为中国的特有植物。分布于中国大陆的福建、浙江、湖南、江西等地，生长于海拔500米至1,100米的地区，常生于山地，目前尚未由人工引种栽培。

## 别名
浙江红花油茶

## 异名
- Camellia chekiangoleosa Hu f. tanlii P. L. Chiu
- Camellia crassissima H. T. Chang et Shi
- Camellia liberistamina H. T. Chang et Kiu
- Camellia lucidissima Chang